# Chemins de fer Québec-Gatineau
 (décembre 2024).
Si vous disposez d'ouvrages ou d'articles de référence ou si vous connaissez des sites web de qualité traitant du thème abordé ici, merci de compléter l'article en donnant les références utiles à sa vérifiabilité et en les liant à la section « Notes et références ».

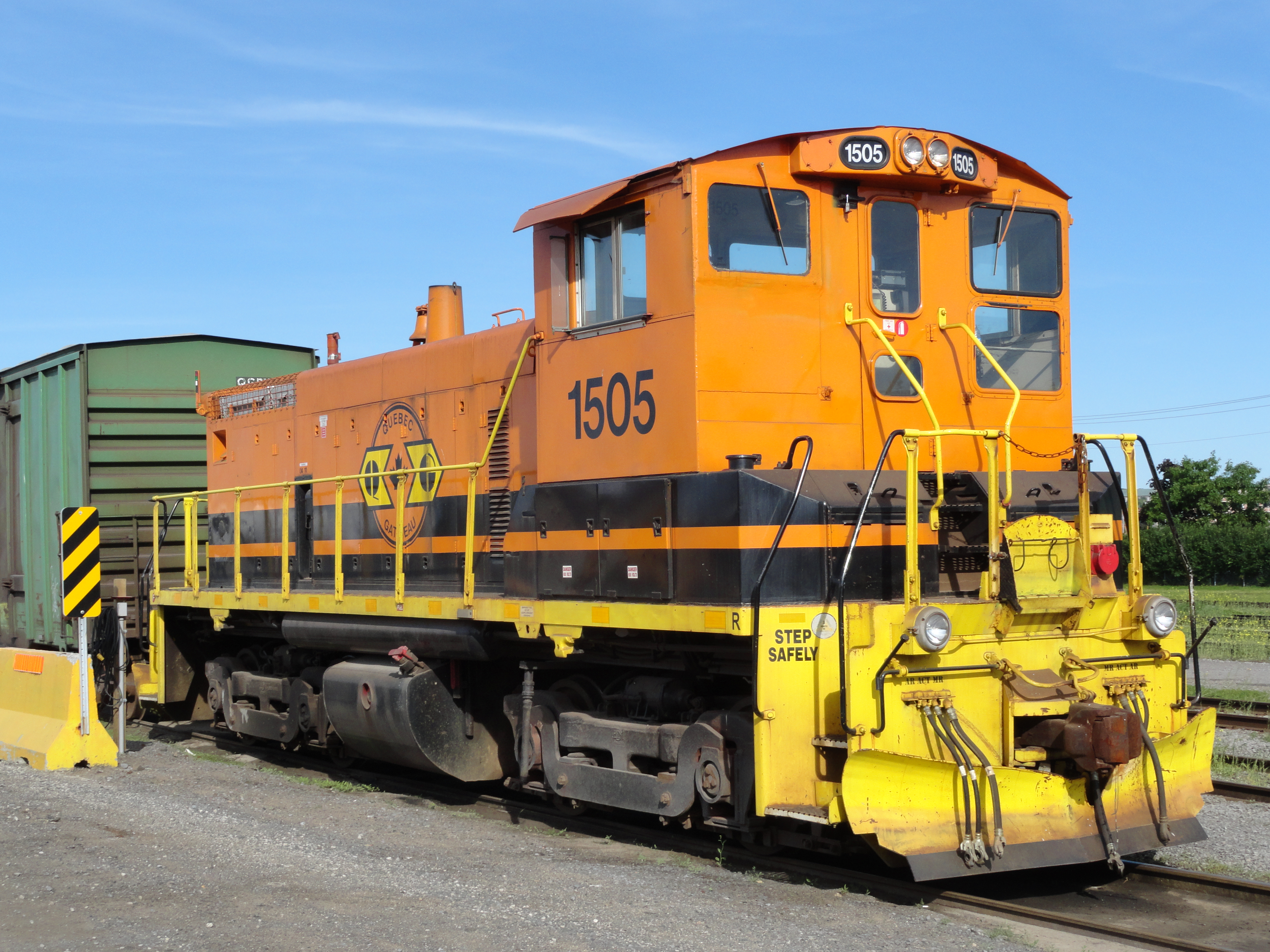
Locomotive EMD SW1500 du chemin de fer Québec-Gatineau

Les Chemins de fer Québec-Gatineau (CFQG) est un chemin fer qui opère 450 km d'une ancienne ligne du Canadien Pacifique entre Québec, Trois-Rivières, Laval, Lachute et Gatineau. Il est acquis en 1997 par la filiale canadienne de Genesee & Wyoming Inc.

## Histoire
Le CFQG (QGRY en anglais), acquis du Canadien Pacifique (CP Rail), a débuté ses opérations en novembre 1997. En plus d’être orienté vers le service à la clientèle, CFQG a ajouté à son actif : un parc de voitures automobiles, un grand centre de distribution de bois d’œuvre et un centre de manutention de produits en vrac dans la cour de triage Henri IV située dans la ville de Québec, permettant de rencontrer la demande du marché et d’offrir à sa clientèle un service à multiples facettes.

## Divisions de la ligne

### Subdivision Trois-Rivières
*PM = Point miliaire
| PM     | Lieu/point de repère                              |
| ------ | ------------------------------------------------- |
| 0.0    | Jonction Saint-Martin                             |
| 10.6   | Terrebonne                                        |
| 14.0   | Mascouche                                         |
| 17.8   | Cabane ronde                                      |
| 22.8   | L'Épiphanie                                       |
| 23.29  | Croisement avec la Subdivision Joliette du CN     |
| 35.0   | Embranchement Saint-Gabriel                       |
| 35.7   | Lanoraire                                         |
| 44.0   | Berthierville                                     |
| 52.3   | Saint-Barthelemy                                  |
| 60.3   | Lavoie                                            |
| 70.3   | Devault                                           |
| 80.64  | Jonction avec la Subdivision Vallée Saint-Maurice |
| 82.3   | Trois-Rivières                                    |
| 84.9   | Cap-de-la-Madeleine                               |
| 85.0   | Embranchement du Cap-de-la-Madeleine              |
| 95.1   | Champlain                                         |
| 107.2  | Sainte-Anne-de-la-Pérade                          |
| 117.5  | La Chevrotière                                    |
| 117.85 | Croisement avec la Subdivision La Tuque du CN     |
| 125.0  | Portneuf                                          |
| 129.6  | Saint-Basile                                      |
| 134.3  | Pont-Rouge                                        |
| 146.5  | Bélair                                            |
| 152.4  | Lorette                                           |
| 152.9  | Québec - triage Henri IV                          |
| 154.58 | Allenby - Interchange avec le CN                  |
| 155.8  | Embranchement Wolfe's Cove                        |
| 155.84 | Croisement avec la Subdivision Bridge du CN       |

### Embranchement Saint-Gabriel
| PM   | Lieu/point de repère                          |
| ---- | --------------------------------------------- |
| 0.0  | Lanoraie                                      |
| 6.3  | Joliette                                      |
| 7.11 | Croisement avec la Subdivision Joliette du CN |
| 8.0  | Interchange avec le CFL                       |
|      | CFL : Chemin de fer Lanaudière                |

### Subdivision Vallée du Saint-Maurice
| Mile  | Lieu/point de repère                        |
| ----- | ------------------------------------------- |
| 0.0   | Trois-Rivières                              |
| 1.6   | Jonction avec la Subdivision Trois-Rivières |
| 21.7  | Shawinigan                                  |
| 23.73 | Shawinigan - Interchange avec le CN         |
| 27.9  | Grand-Mère                                  |

*Suite à un affaissement de terrain en 2024, cette subdivision n'est temporairement plus en service.

### Subdivision Lachute
| PM    | Lieu/point de repère                                          |
| ----- | ------------------------------------------------------------- |
| 27.0  | Sainte-Thérèse                                                |
| 28.0  | Saint-Augustin                                                |
| 32.48 | Sainte-Scholastique                                           |
| 32.67 | Embranchement Montfort                                        |
| 44.1  | Lachute                                                       |
| 55.2  | Marelan                                                       |
| 74.5  | Montebello                                                    |
| 90.6  | Thurso                                                        |
| 99.9  | Embranchement Buckingham                                      |
| 100.0 | Masson-Angers (fin de ligne temporaire)                       |
| 111.9 | Gatineau                                                      |
| 116.4 | Laman                                                         |
|       | Croisement avec le chemin de fer Hull-Chelsea-Wakefield (HCW) |
| 118.6 | Hull                                                          |
| 119.3 | Île Lemieux                                                   |

### Embranchement Buckingham
| PM  | Lieu/point de repère |
| --- | -------------------- |
| 0.0 | Masson-Angers        |
| 1.7 | Murphy               |
| 3.2 | Buckingham           |

### Embranchement Montfort
| PM   | Lieu/point de repère    |
| ---- | ----------------------- |
| 23.1 | Sainte-Scholastique     |
| 24.6 | Belle-Rivière (Mirabel) |
| 34.3 | Carbo                   |
| 34.4 | Carbo Spur, 1.0 mi E.   |
| 36.4 | Rinfret                 |
| 37.0 | Jonction avec EXO       |
| 38.9 | Brière                  |
| 39.4 | Saint-Jérôme            |

## Numéros de train - Pour les passionnés de trains (railfans) uniquement
| Numéro  | Origine                 | Destination             | Fréquence      | Notes                                                             |
| ------- | ----------------------- | ----------------------- | -------------- | ----------------------------------------------------------------- |
| 201     | Trois-Rivières          | Trois-Rivières          | En semaine     | Wayagamack Turn, ORD @1000, aller-retour dans la journée          |
| 213     | Trois-Rivières          | Lanoraie/Joliette       | MA, J, V       | Départs occasionnels de Sainte-Thérèse                            |
| 243 (1) | Québec                  | Québec                  | Au besoin      | Foulons Turn                                                      |
| 243 (2) | Québec                  | Québec                  | L, ME, V       | Saint-Basile Turn, ORD @0800, aller-retour dans la journée        |
| 307     | Trois-Rivières          | Montréal                | Au besoin      | Train de pâles d'éoliennes vers CN Taschereau                     |
| 324     | Montréal                | Port de Québec          | Au besoin      | Train de céréales du CPKC, circulations en hiver seulement        |
| 325     | Port de Québec          | Montréal                | Au besoin      | Train de céréales du CPKC (vide), circulations en hiver seulement |
| 501     | Sainte-Thérèse          | Montréal                | ME, S          | Transfert vers CPKC Saint-Luc                                     |
| 502 (1) | Montréal                | Sainte-Thérèse          | ME, S          | Transfert, retour du 501                                          |
| 502 (2) | Montréal                | Sainte-Thérèse          | L, MA, J, V    | Retour du 919                                                     |
| 503     | Sainte-Thérèse          | Blainville/Saint-Martin | MA/S           | Vers Blainville ORD @1900, vers Saint-Martin ORD @0700            |
| 504     | Blainville/Saint-Martin | Sainte-Thérèse          | MA/S           |                                                                   |
| 855     | Sainte-Thérèse          | Masson/Buckingham       | ME             | ex-STGA/739, ORD @0800                                            |
| 856     | Masson/Buckingham       | Sainte-Thérèse          | ME             | ex-GAST/738, retour dans la journée ou le lendemain               |
| 857     | Sainte-Thérèse          | Saint-Jérôme            | MA             | ORD @0800, retour dans la journée                                 |
| 858     | Saint-Jèrôme            | Sainte-Thérèse          | MA             |                                                                   |
| X901    | Varie                   | Varie                   | Au besoin      | Circule selon les besoin et/ou cas spéciaux                       |
| 911     | Trois-Rivières          | Shawinigan              | L, MA, J, V    | ORD @0900, interchange avec le CN, retour dans la journée         |
| 910     | Shawinigan              | Trois-Rivières          | L, MA, J, V    |                                                                   |
| 919     | Québec                  | Montréal                | L, MA, J, V    | Vers Sainte-Thérèse après interchange au CPKC                     |
| 920     | Sainte-Thérèse          | Québec                  | L, MA, J, V, S | ex-TQ, ORD @1730                                                  |